# Gustaf Börtner
Gustaf Per Arvor Börtner Zandt, född 8 maj 1905 i Hedvig Eleonora församling, Stockholm, död 25 april 1985 i Långsele församling, Västernorrlands län, var en svensk konstnär och skräddare. 
Han var son till skådespelaren Arvor Andersson och Sofia Eugina (Ester) Hanson samt från 1941 gift med Maj Inga-Lill Karlsson som han separerade ifrån efter några år efter att han blivit far, och bror till Sven Arvor.
Börtner arbetade först som skräddare i Stockholm. Han gav sig av på en lång resa i Europa 1930 till bland annat Tyskland, Baltikum och Helsingfors och när han kommer åter till Stockholm är han svårt sjuk. På sjukhuset träffade han ett sjukvårdsbiträde som kom att bli hans fru, hon kom senare att inspirera honom till att bli konstnär. 
Börtner studerade konst för Folmer Bonnén i Köpenhamn 1933-1935 och för Isaac Grünewald i Stockholm samt under studieresor till Italien, Frankrike och Norge. Han ställde ut separat på Olsen´s konsthandel i Göteborg 1944 och medverkade i flera decemberutställningar på Göteborgs konsthall. Tillsammans med Sixten Ström och Clarence Blum ställde han ut i Kristianstads konstförening 1945.
Hans konst består av landskap med motiv från västkusten samt tavlor med sociala motiv. Vid sidan av sitt eget skapande var han under en period verksam som lärare vid Valands konstskola och senare i Sollefteå där han arbetade som musik- och teckningslärare. 
I början av 1930-talet använder han signaturen Zandt på sin konst några tavlor signerades med Andersson-Zandt för att i slutet av 1940-talet använda Börtner.
Börtner är representerad vid Bollnäs museum och Kristianstads museum.